# Нхата-Бей
Нха́та-Бей (англ. Nkhata Bay) — селище, центральний населений пункт та адміністративний центр дистрикту Нхата-Бей Північного регіону Малаві.
Населення — 14274 особи (2018, 11269 у 2008, 9433 у 1998, 6494 у 1987).